# 贺小红
贺小红（1961年—），女，陕西西安人，中国跳伞运动员，国际级运动健将。曾获得第三届世界杯跳伞比赛女子个人定点跳伞比赛冠军。